# Relações entre França e Reino Unido
As relações entre França e Reino Unido são as relações diplomáticas estabelecidas entre a República Francesa e o Reino Unido da Grã-Bretanha e Irlanda do Norte. Os laços históricos entres os dois países são complexos e extensos, incluindo conquistas, conflitos militares, alianças ocasionais e toma de pontos de vista inversos ao longo da história. Ambas as sociedades foram germinadas durante a Era Romana, que alcançou e influenciou grande parte de seus respectivos territórios (com exceção da Escócia e Irlanda, no Reino Unido), desenvolvendo seu perfil militar, porém sem impedir a barreira linguística que perdura até os dias atuais.
Durante a Idade Média, as relações entre os dois países deteriorou-se por conta das reivindicações sobre o trono francês, culminando na extensa Guerra dos Cem Anos, que perdurou de 1337 a 1453, finalizando-se com a vitória francesa. Posteriormente, nos séculos seguintes, as duas nações voltaram a polarizar em questões diplomáticas internacionais, como o apoio francês à Independência dos Estados Unidos, e o bem-sucedido combate britânico ao Império Napoleônico. Reino Unido e França voltariam a cooperar somente no século XX através da formação da Entente Cordiale e de alianças durante as Guerras Mundiais, esta última quando ambas as nações combateram contra a Alemanha. Ambos os países se opuseram à política da União Soviética ao longo de toda a Guerra Fria, cooperando comumente com os interesses dos Estados Unidos. Atualmente, porém, estas relações são fortificadas pela cooperação entre ambos os países e pelo interesse mútuo em questões como desarmamento nuclear e combate ao terrorismo.
A França e o Reino Unido são dois, dos três, únicos países europeus em posse de armas nucleares e são membros permanentes do Conselho de Segurança das Nações Unidas. Ambos têm ambições internacionais e os instrumentos políticos e militares combinados, muitas vezes compartilhando estratégias semelhantes no âmbito das organizações internacionais, como a ONU.

## Quadro comparativo
|                        | República Francesa                                     | Reino Unido da Grã-Bretanha e Irlanda do Norte |
| ---------------------- | ------------------------------------------------------ | ---------------------------------------------- |
| População              | 67 087 000 (20º)                                       | 64 800 000 (22º)                               |
| Área                   | 674 843 km²                                            | 243 610 km²                                    |
| Densidade populacional | 118 hab/km²                                            | 268 hab/km²                                    |
| Fusos horários         | 12                                                     | 9                                              |
| Capital                | Paris                                                  | Londres                                        |
| Maiores cidades        | Paris (2 229 621 hab.)                                 | Londres (8 673 713 hab.)                       |
| Governo                | República constitucional unitária semipresidencialista | Monarquia constitucional parlamentarista       |
| Idioma oficial         | Francês                                                | Inglês                                         |
| PIB (nominal)          | 2.782.905 (Em milhões de dólares)                      | 3 070 667 (Em milhões de dólares)              |
| Chefe de Estado        | Emmanuel Macron                                        | Carlos III                                     |

## História

### Era Medieval
Durante o reinado da dinastia Plantageneta, sediada em seu Império Angevino, metade da França caiu sob controle dos angevinos, assim como toda a Inglaterra. Contudo, quase todas conquistas dos angevinos foram perdidas para Filipe II de França durante o reinado de Ricardo I, João e Henrique III de Inglaterra. Tal fato concedeu aos ingleses uma identidade única anglo-saxônica sob uma coroa francófona (ainda que não francesa de fato).
Enquanto franceses e ingleses permaneceram contrapostos durante toda a Idade Média, ambos os povos sempre partilharam de uma cultura comum com poucas divergências fundamentais na identidade. O sentimento nacionalista decresceu grandemente durante as rivalidades entre os senhores feudais de ambos os países, afetando o caráter beligerante de ambas as nações. A última tentativa de unificar os dois povos sob uma mesma bandeira foi provavelmente uma rebelião para depor Eduardo II de Inglaterra. A Era Medieval testemunhou também o nascer de uma aliança entre franceses e escoceses, denominada Auld Alliance (ou "A Velha Aliança") e firmada pelos reis João da Escócia e Felipe IV de França.

#### Guerra dos Cem Anos

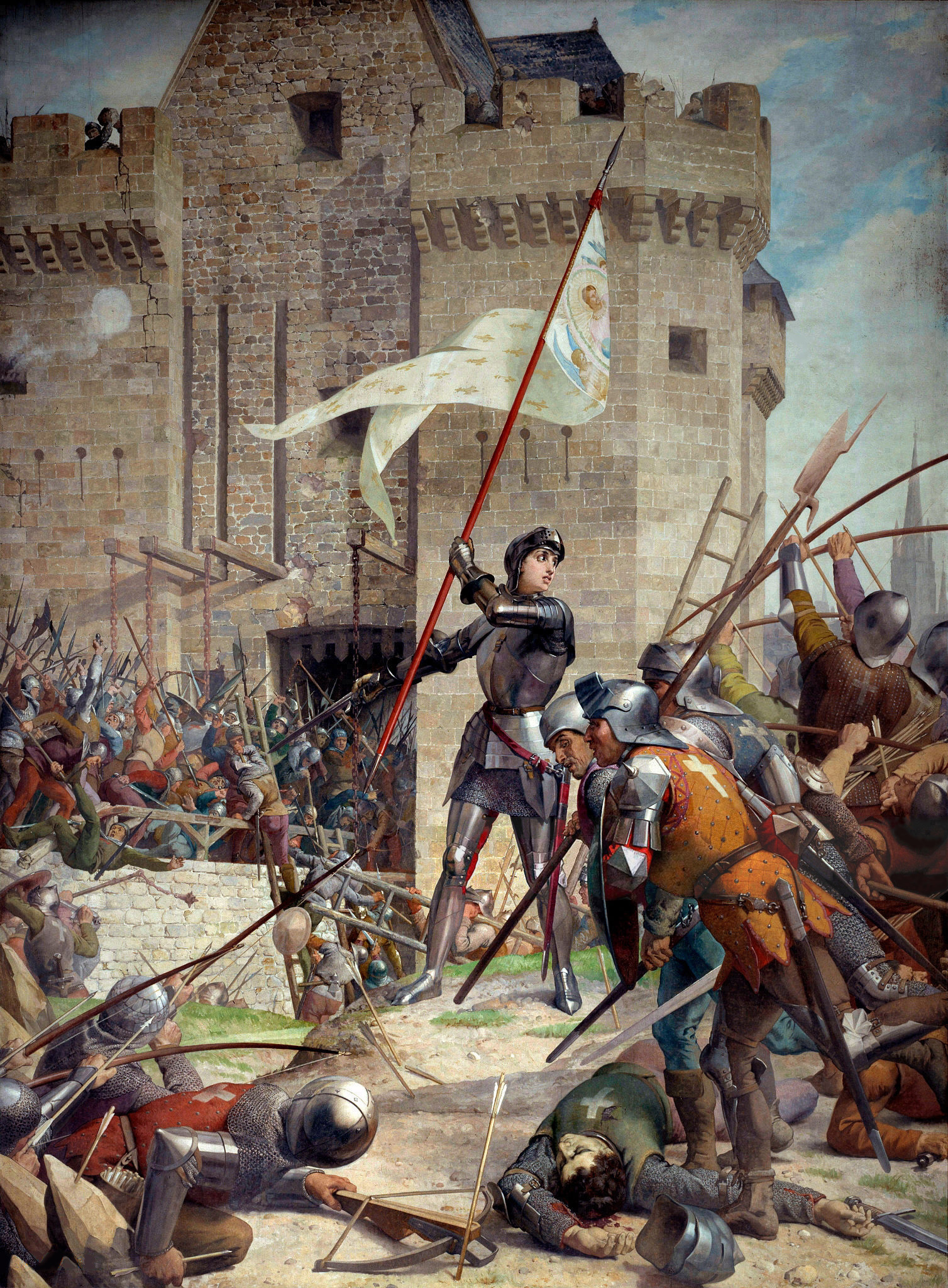
Joana d'Arc no Cerco de Orleães, por Jules Eugène Lenepveu.

Com o passar dos anos, os monarcas ingleses conquistavam cada vez mais a identidade de seus súditos e eventualmente elevaram o domínio inglês ao ponto máximo, desencadeando a Guerra dos Cem Anos, que se desenrolou entre 1337 e 1453, esgotando ambas as nações beligerantes. Apesar de sua origem estar relacionada à questões territoriais, o conflito acarretou severas transformações em ambos os países. Os ingleses, pela primeira vez em séculos de trajetória política, encontraram-se unidos sob uma mesma identidade, enquanto os franceses uniram-se politicamente.
Diversos dos mais emblemáticos conflitos entre franceses e ingleses ocorreram no desenrolar da Guerra dos Cem Anos; nomeadamente as batalhas de Crécy, Poitiers, Azincourt e o notório Cerco de Orleães. Acredita-se que grande parte do nacionalismo francês desenvolvido nos séculos seguintes originou-se, na realidade, na liderança francesa durante as batalhas contra a Inglaterra. Bertrand du Guesclin, por exemplo, sagrou-se como brilhante estrategista ao expulsar os ingleses das terras previamente adquiridas através do polêmico Tratado de Brétigny. Não menos creditada, Joana d'Arc foi uma controversa guerreira francesa, atualmente tida como símbolo do patriotismo francês, tendo também inspirado centenas de obras artísticas. Após sua vitória em Orleães e do que pode-se considerar seu martírio pelos borgonheses, Jean de Dunois foi outra grande figura destacada que expulsou as forças inglesas de Calais. Além dos alcances nacionais para ambos os países, a Guerra dos Cem deixou um grande rastro de rivalidade entre os dois povos.

### Era Moderna
Ingleses e franceses envolvera-se em diversos conflitos bélicos ao longo dos séculos seguintes à Guerra dos Cem Anos. As duas nações, como já esperava-se, assumiram lados opostos nas Guerras Italianas, igualmente originadas por disputas territoriais - desta vez sobre o Reino de Nápoles.
Uma desavença ainda mais profunda teve início com a Reforma Inglesa, quando a maioria da Inglaterra adotou o Protestantismo enquanto a França permaneceu aliada à Igreja Romana. A Reforma Inglesa acrescentou aspectos religiosos à um embate essencialmente político e já então longevo. Como resultado das reformas religiosas em ocorrência no continente europeu, França e Inglaterra viram-se mergulhadas em guerras religiosas por quase todo o século XVI. Por conta da opressão do rei Luís XIII, católico, a Inglaterra recebeu um grande número de protestantes franceses, denominados huguenotes. De igual modo, muitos católicos deixaram a Inglaterra passando a habitar em território francês.
Eventualmente, Henrique VIII de Inglaterra buscou forjar uma aliança com a corte de Francisco I em um encontro singular no Campo do Pano de Ouro.

#### Monarquia universal

Diplomatas ingleses temiam que Luís XIV, o Rei Sol, desenvolvesse uma "monarquia universal" e concentrara seus esforços em frustar a influência dos franceses no continente.

Durante os séculos XVI e XVII, Inglaterra e França foram frequentes contrapesos à condição da Espanha como como potência mundial dominante. Esta série de alianças e tratados entre os três países foi uma fórmula de assegurar o equilíbrio de poder no continente e evitar um futuro conflito de maiores proporções. Para os diplomatas ingleses, havia uma ameaça de que uma "monarquia universal" tomasse controle também das Ilhas Britânicas.
Com a vigência da Paz de Vestfália a partir de 1648, o poder do Império Espanhol entrou em declínio. Eventualmente, França passou a arquitetar um papel de maior destaque no cenário internacional, especialmente durante o reinado de Luís XIV, cuja política expansionista visionava não somente a Europa como áreas estratégicas ao redor do globo. À esta época, a política externa inglesa esteve voltada a prevenir supremacia de um país sobre outro no continente e o eventual estabelecimento de uma monarquia universal. Para os franceses, o país vizinho não passava de uma ilha pirática e isolada totalmente dependente de sua força naval.
O início da Era moderna foi palco de uma maior divergência filosófica entre os dois povos. Na Inglaterra, Carlos I havia sido executado pelos líderes da Guerra Civil Inglesa por exceder seus poderes reais; após este, Jaime II foi deposto na Revolução Gloriosa e a monarquia dinástica perdeu o trono. Na França, pelo contrário, o poder e figura do monarca experimentavam uma era de intenso florescer.
O principal conflito bélico entre os dois países foi a Guerra dos Nove Anos, que perdurou e 1688 a 1697. O conflito, também conhecido como Guerra da Liga de Augsburgo, é apontada por historiadores como o divisor de águas da política externa de França e Grã-Bretanha.

#### Formação da Grã-Bretanha

O Ato de União de 1707 teve como fator principal a crescente ameaça política francesa.

Basicamente por conta de uma prevenção à intervenção continental, o Parlamento inglês aprovou o Ato de União de 1707, estabelecendo oficialmente o Reino da Grã-Bretanha, unificando os reinos de Escócia e Inglaterra (e posteriormente Gales) sob uma única autoridade monárquica. O novo reino adotou o regime parlamentarista, enquanto a França deu continuidade ao seu característico absolutismo monárquico.
A recém-oficializada Grã-Bretanha lutou contra a França primeiramente na Guerra de Sucessão Espanhola, de 1702 a 1713, e na Guerra de Sucessão Austríaca, de 1740 a 1748, com a finalidade de equilibrar os poderes regionais na Europa. Os britânicos tinham à sua disposição uma poderosa força naval, porém careciam de forças terrestres mais estruturadas. A solução foi estabelecer tratados de cooperação bélica com Prússia e Áustria, que por sua vez também não tinham condições de confrontar os exércitos franceses. Por outro lado, a França - sem uma marinha de guerra eficiente - não foi capaz de invadir ou mesmo alcançar as Ilhas Britânicas.

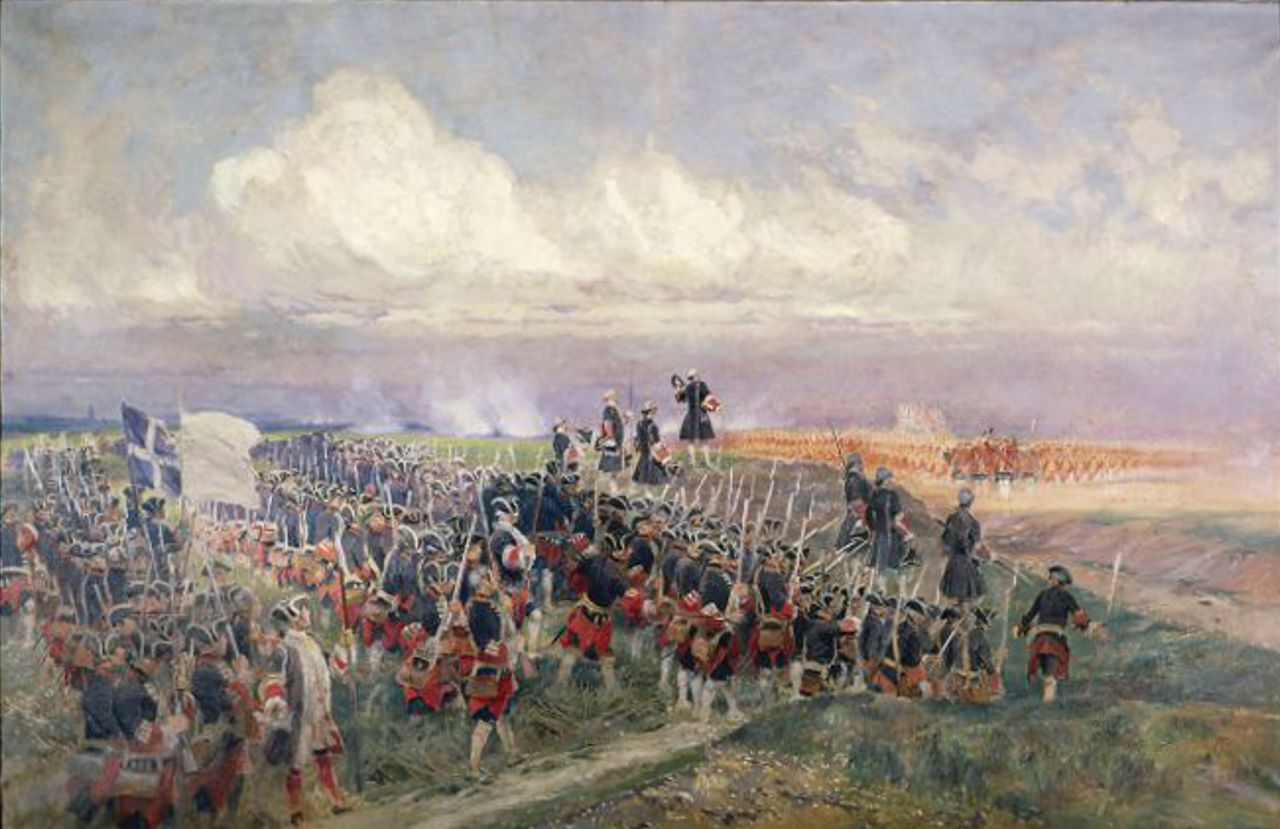
A Guerra de Sucessão Austríaca, uma das diversas guerras por equilíbrio de poder no continente europeu.

No campo político, os franceses apoiaram pretendentes Jacobitas ao trono britânico, na expectativa de que uma monarquia jacobita poderia favorecer seus interesses continentais. Eventualmente, contudo, os jacobitas falharam em depor a monarquia Hanoveriana na Grã-Bretanha.
Ao findar do século, França e Grã-Bretanha perderam espaço no cenário global para outras potências regionais, como Portugal, Espanha e Países Baixos. Alguns estudiosos creem que os conflitos entre ambos os países ao longo de todo o século XVIII como uma disputa pela supremacia no continente europeu, apesar de que a grande maioria de tais conflitos não tenha resultado em uma vitória conclusiva à nenhuma das partes beligerantes. A França obteve influência política no continente enquanto a Grã-Bretanha estabeleceu seu domínio marítimo e comercial, acabando por influenciar as colônias francesas no restante do mundo.

#### Expansão marítima
A partir da década de 1650, o Novo Mundo tornou-se um campo de batalhas entre as duas potências. O governo de Oliver Cromwell estabeleceu uma crescente presença britânica na América do Norte, tendo início em 1652 com a aquisição da Jamaica (antes pertencente ao Império Espanhol). Jamestown, a primeira colônia inglesa em terras americanas, foi fundada em 1607. Nos idos de 1730, a toda a região já se encontrava estruturada em treze colônias distintas.
por sua vez, os franceses estabeleceram uma província no Canadá e dominaram Santo Domingo, no Caribe, considerada a mais bem-sucedida colônia em todo o mundo. Ambos os países, reconhecendo o potencial comercial do Sudeste Asiático, estabeleceram entrepostos comerciais na Índia, o que gerou eventuais conflitos pela supremacia colonial.

#### Revolução Americana

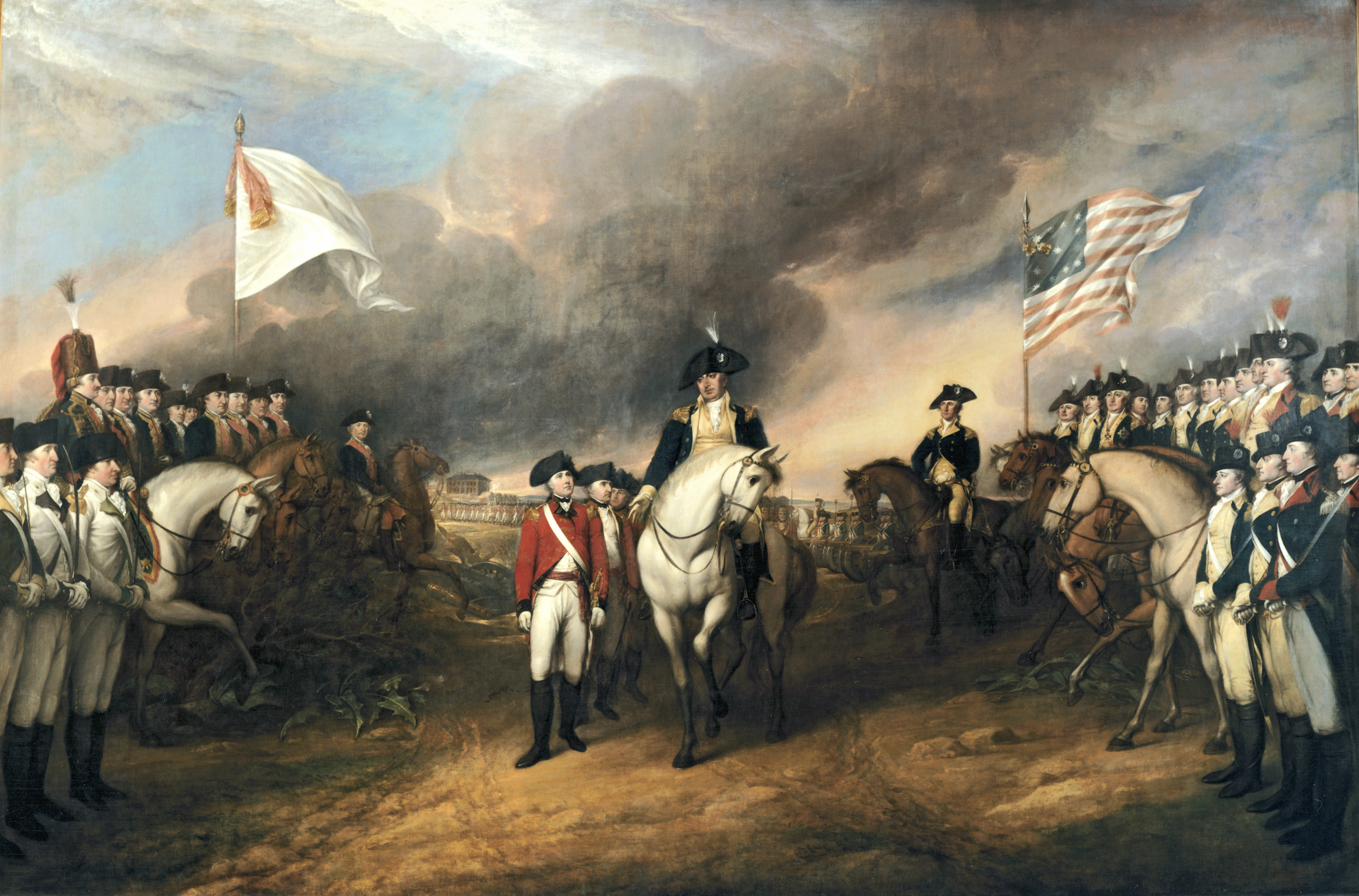
A derrota britânica em Yorktown tornou-se possível através de uma cooperação entre as forças navais franceses e os exércitos comandados por George Washington.

Como a insatisfação dos patriotas americanos para com as políticas coloniais britânicas, as Treze Colônias germinaram um forte sentimento de rebelião em 1774 e 1775. A subsequente Revolução Americana foi vista pelos franceses como uma nobre oportunidade de reduzir o poderio ultramarino britânico, já que as colônias americanas representavam um grande peso na balança comercial do século XVIII. Quando a Guerra da Independência teve seu estopim, o governo francês ofereceu apoio tático e suprimentos aos revoltosos americanos.
Em 1778, na expectativa de derrotar os britânicos na Batalha de Saratoga, a França reconheceu oficialmente os Estados Unidos da América. Após uma intensa negociação com Benjamin Franklin - um dos articuladores do movimento de independência americano - os franceses estabeleceram com o emergente país uma aliança militar. A partir 1779, a França influenciou seus aliados espanhóis a abrirem fogo contra os britânicos, apoiou os exércitos revolucionários americanos e protagonizou o cerco a Gibraltar. A máquina de Estado ameaçadora dos franceses levou a Grã-Bretanha a concentrar suas forças bélicas na proteção de seu território, enfraquecendo sua atuação no continente americano. Eventualmente, maiores esforços britânicos tornaram-se necessários nas Índias Ocidentais. Enquanto não havia possibilidade de quebrar o cordão de vitórias britânicas, a combinação de forças americanas e francesas e uma vitória decisiva dos franceses sobre os britânicos forçou-os a uma rendição humilhante em Yorktown, Virgínia em 1781, findando assim o conflito pela Independência dos Estados Unidos.
Em 1783, através do Tratado de Paris, os Estados Unidos estabeleceram controle sobre quase todo o oeste do rio Mississippi; a Espanha anexou o território da Flórida; e a França arcou com uma inexpressiva dívida internacional de guerra. Por um breve período após a guerra, o poder naval britânico acabou subjugado pelas sucessivas alianças entre França e Espanha.

### Século XX
A partir da década de 1900, francófilos residentes na Inglaterra e anglófilos residentes na França deram início à admiração mútua entre as duas culturas. Francófilos e anglófilos desenvolveram, contudo, a apreciação da culinária francesa (especialmente o vinho) entre os britânicos, e a popularização de esportes ingleses na França. Francês e inglês já detinham o status de idioma secundário em cada um dos dois países. Eventualmente, este enlace cultural expandiu-se para o campo político quando do crescimento diplomática da Alemanha unificada. Louis Blériot, por exemplo, cruzou o Canal da Mancha em um aeroplano em 1909. O feito foi encarado como um símbolo da ligação entre as duas culturas.
Esta primeira década do século XX ficou perpetuada como Entente cordiale nas relações franco-britânicas. A assinatura do próprio tratado em si também marcou o fim de todos os conflitos bélicos intermitentes entre os dois países e seus respectivos Estados predecessores, e a formalização da relação pacífica co-existente desde o findar da Era Napoleônica em 1815. Até os anos 1940, a relações entre os dois países experimentaram uma aproximação sem precedentes. Desde 1907, os britânicos vinha investido em sua capacidade bélica para estarem à frente da Alemanha. No entanto, nenhum dos dois países se comprometeu a retaliar a Alemanha por eventuais movimentações de guerra.

#### Guerras Mundiais
À princípio, o Reino Unido manteve-se neutro com o estopim da Primeira Guerra Mundial em 1914, enquanto a França entrou no conflito em apoio à Rússia. Britânicos não tinham nenhuma obrigação diplomática com os demais países, exceto de manter a neutralidade da Bélgica, e não estava em proximidade diplomática com os líderes franceses de então. A entrada do Reino Unido no conflito se deu somente quando da invasão da Bélgica pelos alemães em seu ataque à Paris. Os britânicos uniram-se aos franceses nos campos de batalha na Frente Ocidental
A Primeira Guerra Mundial foi palco de uma grande cooperação militar entre franceses e britânicos. O comandante-em-chefe das forças francesas, Joseph Joffre, foi incumbido de coordenar as cooperações entre as duas forças bélicas, culminando na grande Batalha do Somme com grande quantidade de baixas de ambos os lados do conflito. Incapaz de avançar contra os poderes Aliados dos britânicos, franceses e - posteriormente - americanos, e o eventual bloqueio comercial naval do Mar do Norte, os alemães renderam-se após quatro anos de intenso conflito.

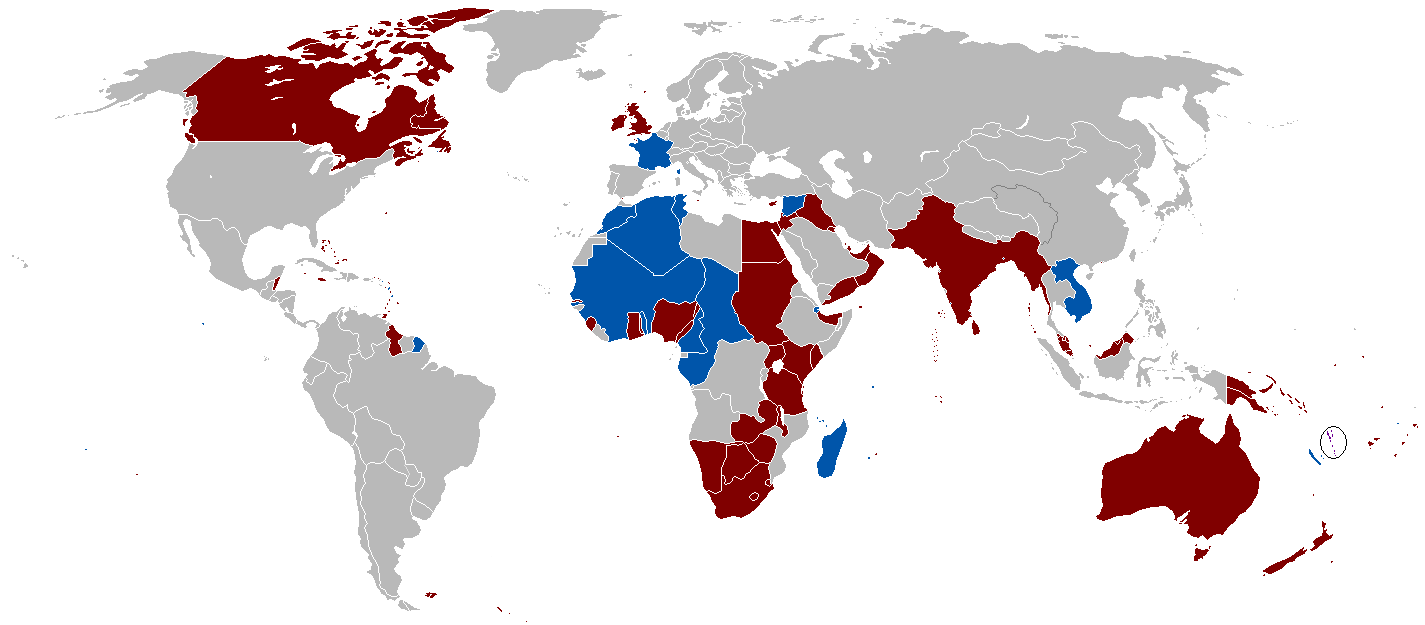
Territórios coloniais britânicos (em vermelho) e franceses (em azul) atingiram seu auge após a vitória na Primeira Guerra Mundial.

Após o conflito, as três potências vencedoras cooperaram no Tratado de Versalhes. Ambos os países intentaram proteger e expandir sua política neocolonial através de posturas auto-determinantes. Durante uma visita à capital britânica, Georges Clemenceau foi recebido com grande popularidade. Da mesma forma, Lloyd George foi recebido com honras militares em Paris.
Lloyd George esforçou-se em moderar o sentimento de rivalidade francês, sendo parcialmente bem-sucedido. Os britânicos moderaram os planos de expansão francesa sobre os territórios alemães através dos Tratados de Locarno. Durante o governo de Ramsay MacDonald, o Reino Unido levou a França a aceitar os termos norte-americanos nos planos Dawes e Young.

## Laços culturais
No geral, a França é altamente considerada pelos britânicos por seu alto padrão cultural, enquanto a França vê o Reino Unido como um forte parceiro comercial. Ambos os países disputam notoriamente pela excelência em produção cultural, abrangendo áreas como culinária, moda, música e artes plásticas. A rivalidade, ora regada a humor, ora verdadeira entre os dois países legou uma série de expressões populares, como "beijo francês", por exemplo.
A música clássica francesa sempre foi altamente popular no Reino Unido. Enquanto isso, a música popular britânica atrai grandes públicos na França. A literatura inglesa, mais especificamente de Agatha Christie e William Shakespeare, alcançaram as principais críticas especializadas no país vizinho. No campo das artes plásticas, o pintor francês Eugène Delacroix, em contrapartida, inspirou-se em diversas cenas de Shakespeare para composição de suas obras. Autores franceses, como Molière, Voltaire e Victor Hugo, receberam inúmeras traduções de seus obras para a língua inglesa. No geral, a maioria das obras de grande sucesso em um país, são traduzidas e publicadas no outro, gerando uma intensa troca cultural.

### Idiomas

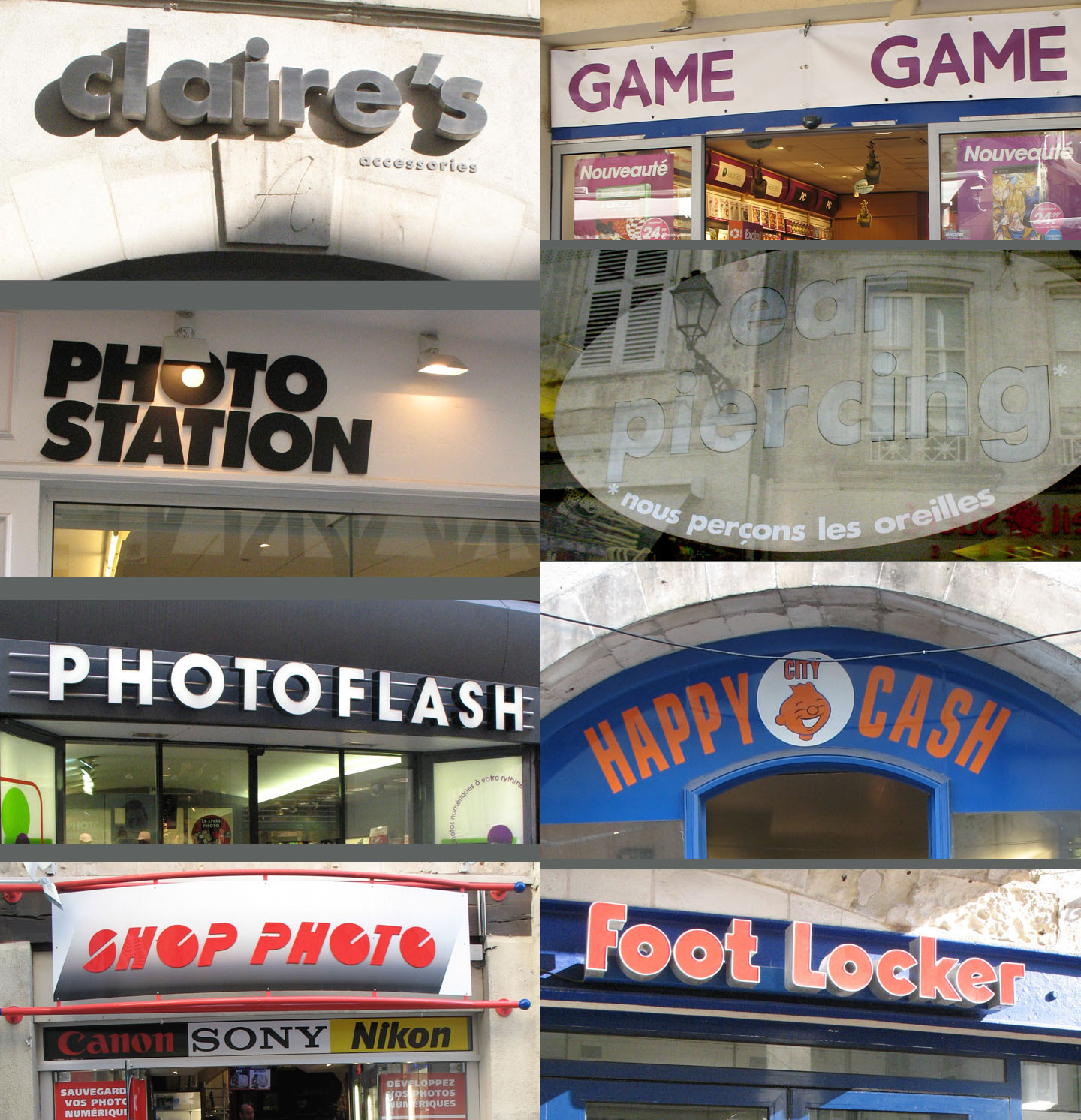
Letreiros de um shopping center em La Rochelle evidenciam a forte ocorrência de palavras da língua inglesa.

O francês é o idioma estrangeiro mais estudado em instituições de ensino britânicas, enquanto a língua inglesa é a segunda mais requerida em território francês. Ambos os idiomas são considerados os "mais recomendáveis" em cada um dos dois países. O francês é uma língua da minoria e dos imigrantes do Reino Unido, onde cerca de 100 mil pessoas a falam. De acordo com um relato da Comissão Europeia em 2006, 23% dos residentes no Reino Unido são capazes de conversar em francês. O idioma oficial da França é também oficial em Jersey e Guernsey.
Ambos os idiomas influenciaram um ao outro ao longo da história. De acordo com diversas fontes, aproximadamente 30% das palavras da língua inglesa são de origem francesa, assim como muitas expressões francesas são tipicamente aceitas no inglês cotidiano. Os termos "Franglais" e "Frenglish" referem-se à combinação dos dois idiomas, que ocorrente especialmente no Reino Unido.
O Inglês moderno e médio refletem uma grande e profunda mescla léxica entre as línguas de oïl e o inglês antigo. O fato deve-se à Conquista Normanda, quando a aristocracia normanda passou a governar a região ocupada por uma população de forte influência germânica. Devido às intervenientes eras da história inglesa e às possessões continentais da Coroa Inglesa, muitas palavras formais da língua têm origem francesa.